# مديرية كولباشي
مُديريَّة كولباشي هي إحدى مُديريَّات محافظة أديامان في تركيا ومقرها بلدة كولباشي في جنوب شرق البلاد. تأسست المديرية في عام 1958 وتبلغ مساحتها 800 كم² وبلغ عدد سكانها 50٫150 نسمة في عام 2021.

## التركيبة
تتكوَّن المديرية من أربع بلديات هم بالقار وبلويران وكولباشي وخرمنلي ومن ثلاثون قرية.